# Плебанка (Мазовецьке воєводство)
Плебанка (пол. Plebanka) — село в Польщі, у гміні Гомбін Плоцького повіту Мазовецького воєводства.
Населення — 123 особи (2011).
У 1975-1998 роках село належало до Плоцького воєводства.

## Демографія
Демографічна структура станом на 31 березня 2011 року:
|          | Загалом | Допрацездатний вік | Працездатний вік | Постпрацездатний вік |
| -------- | ------- | ------------------ | ---------------- | -------------------- |
| Чоловіки | 57      | 11                 | 38               | 8                    |
| Жінки    | 66      | 11                 | 37               | 18                   |
| Разом    | 123     | 22                 | 75               | 26                   |